# Тамбовка (Таловский район)
Тамбо́вка — посёлок в Таловском районе Воронежской области России. Входит в состав Нижнекаменского сельского поселения.

## География
Посёлок находится на северо-востоке центральной части Воронежской области, в степной зоне, на расстоянии примерно 21 км (по прямой) к юго-востоку от рабочего посёлка Таловая, административного центра района. Абсолютная высота — 120 м над уровнем моря.
Часовой пояс
Посёлок Тамбовка, как и вся Воронежская область, находится в часовой зоне МСК (московское время). Смещение применяемого времени относительно UTC составляет +3:00.

## Население
| 2010 |
| ---- |
| 49   |

Гендерный состав
По данным Всероссийской переписи населения 2010 года, в гендерной структуре населения мужчины составляли 46,9 %, женщины — соответственно 53,1 %.
Национальный состав
Согласно результатам переписи 2002 года, в национальной структуре населения русские составляли 92 %.

## Улицы
Уличная сеть посёлка состоит из одной улицы (ул. Тамбовская).